# 山本一生
山本 一生（やまもと いっしょう、1948年10月14日 - ）は、日本の近代史研究家、競馬史研究家 。

## 人物・来歴
東京都生まれ。東京大学文学部国史学科卒業後、石油精製会社に勤務する傍ら、競馬の歴史や血統に関して翻訳・執筆を行う。
1997年よりフリーとなり、伊藤隆のもとで『有馬頼寧日記』の編集に加わり、その後は戦間期の日記を読み解く作業を行っている。
2007年『恋と伯爵と大正デモクラシー―有馬頼寧日記1919』で日本エッセイスト・クラブ賞受賞。2021年『百間、まだ死なざるや 内田百間伝』で読売文学賞受賞。

## 著書
- 『競馬学への招待』ちくま新書 1995.10 / 平凡社ライブラリー 2005
- 『競馬学の冒険』毎日新聞社 1998.10
- 『ああ、あたしのトウショウボーイ』大村書店 1998（プーサン競馬叢書）/ 増補版 青土社 2014
- 『恋と伯爵と大正デモクラシー 有馬頼寧日記1919』日本経済新聞出版社 2007.9
- 『書斎の競馬学』平凡社新書 2008.12
- 『日記逍遥 昭和を行く 木戸幸一から古川ロッパまで』平凡社新書 2011.1
- 『哀しすぎるぞ、ロッパ 古川緑波日記と消えた昭和』講談社 2014.7
- 『水を石油に変える人 山本五十六 不覚の一瞬』文藝春秋 2017.6
- 『百間、まだ死なざるや 内田百閒伝』中央公論新社 2021.6
- 『百間外伝　これくん風到来』中央公論新社 2024.1

### 翻訳
- ケン・マクリーン『クラシック馬の追求 競走馬の血統パターン』競馬通信社 1991.10
- ジョン・ヒスロップ『ヒスロップの生産手法 名馬はいかにつくられるか』日本中央競馬会 1994.11
- ブルヒャルト・フォン・エッチンゲン『馬産の理論と実践』馬事文化財団 1997.11

## 参考
- 著書の紹介文